# Conquista húngara de la cuenca de los Cárpatos
La conquista húngara de la cuenca de los Cárpatos, también llamada la conquista húngara o la toma de tierra húngara —en húngaro: honfoglalás, que significa «conquista de la patria»—, fue una serie de eventos históricos que terminaron con el asentamiento de los húngaros en Europa Central en el cambio de los siglos IX y X. Antes de la llegada de los húngaros, tres potencias medievales tempranas, el Primer Imperio búlgaro, Francia Oriental y Moravia, lucharon entre sí por el control de la cuenca de los Cárpatos. Ocasionalmente contrataron a jinetes húngaros como soldados. Por lo tanto, los húngaros que vivían en las estepas pónticas al este de los Cárpatos estaban familiarizados con su futura patria cuando comenzó su «toma de territorio».
La conquista húngara comenzó en el contexto de una «migración tardía o pequeña de pueblos». Fuentes contemporáneas atestiguan que los húngaros cruzaron las montañas de los Cárpatos después de sufrir un ataque conjunto en 894 o 895 de los pechenegos y búlgaros. Primero tomaron el control de las tierras bajas al este del río Danubio y atacaron y ocuparon la Pannonia, la región al oeste del río, en 900. Explotaron los conflictos internos en Moravia y aniquilaron ese estado en algún momento entre 902 y 906.
Los húngaros fortalecieron su control sobre la cuenca de los Cárpatos al derrotar a un ejército bávaro en una batalla librada en Brezalauspurc el 4 de julio de 907. Lanzaron una serie de saqueos entre 899 y 955 y también atacaron al Imperio bizantino entre 943 y 971. Sin embargo, gradualmente se establecieron en la cuenca y se organizaron mediante una monarquía cristiana, el Reino de Hungría alrededor de 1000.

### Fuentes escritas

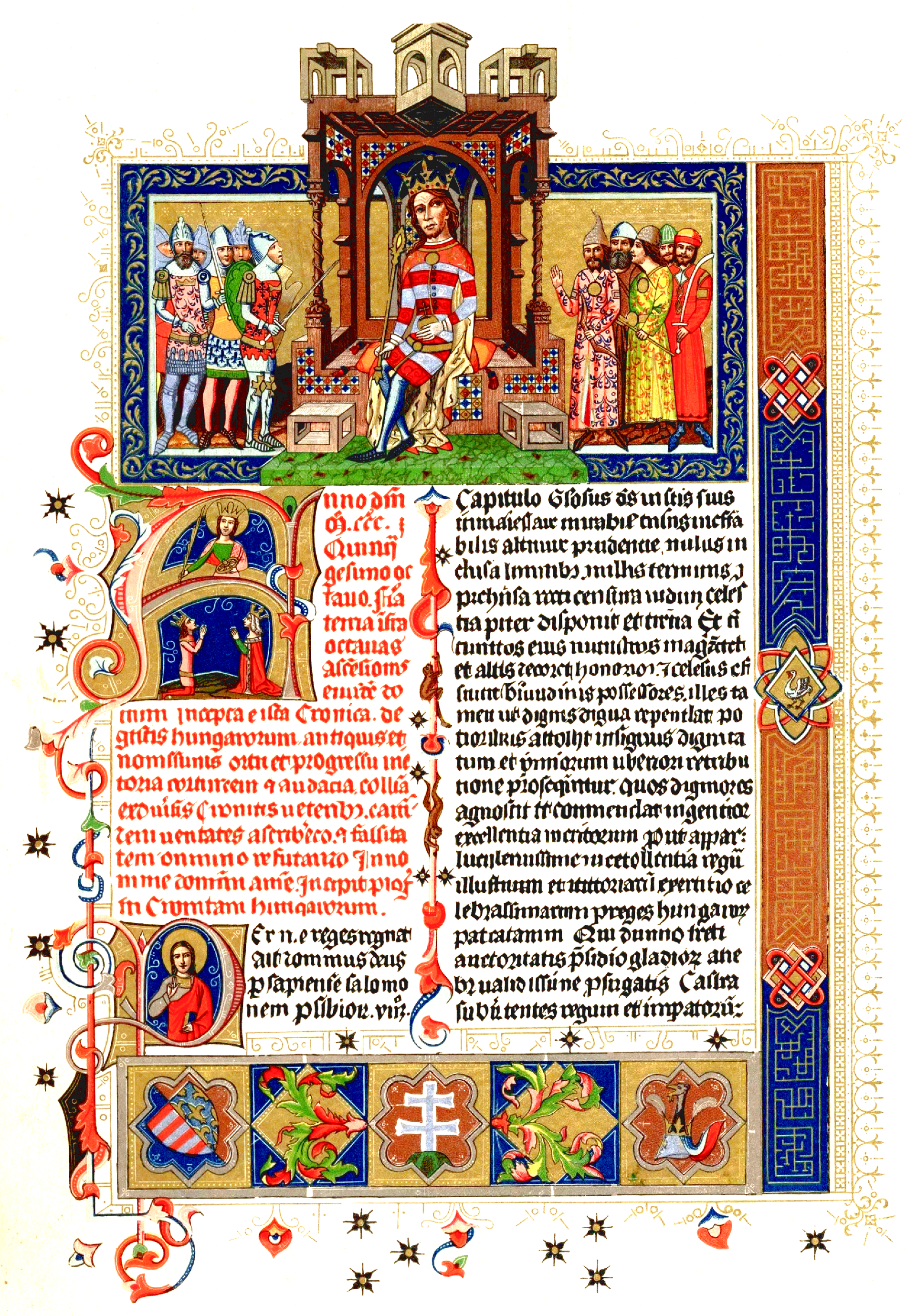
Primera página de la Crónica iluminada

### Arqueología

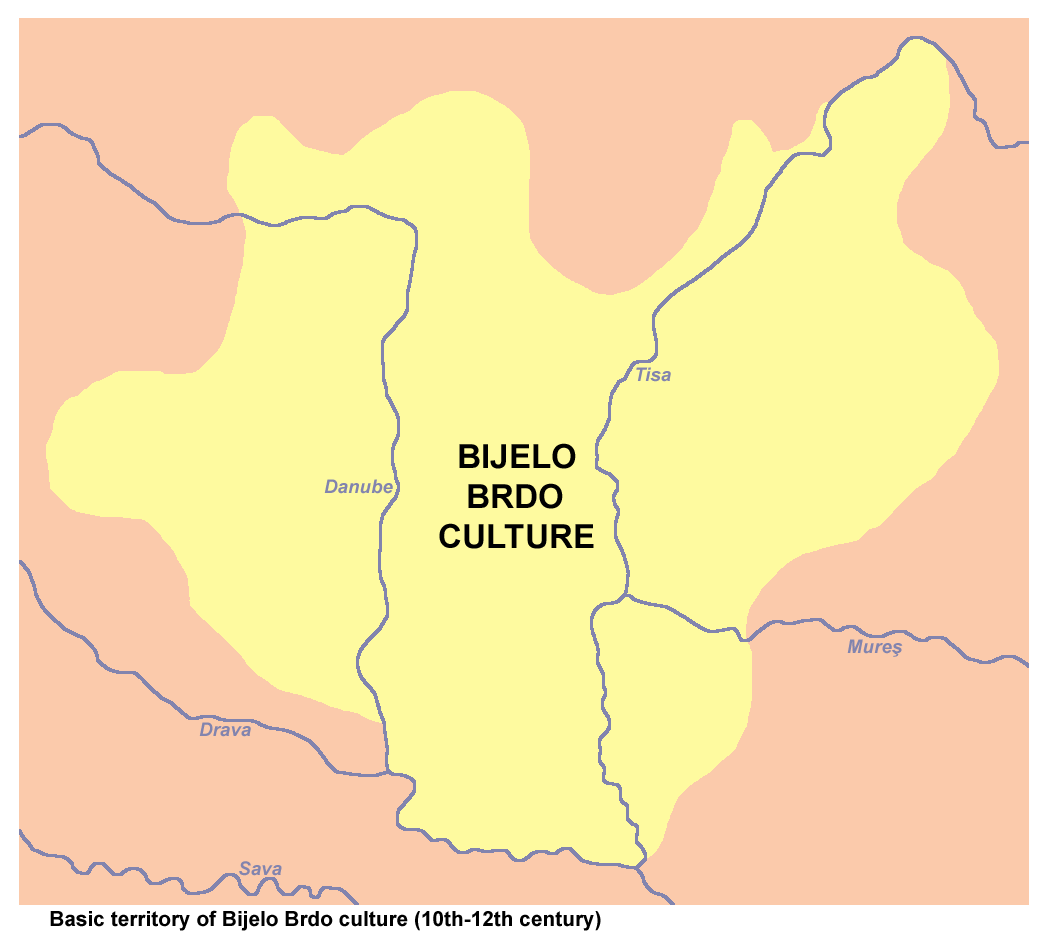
Mapa que muestra el territorio básico de la cultura Bijelo Brdo (siglos X-XII), según el libro del arqueólogo ruso Valentin Vasilyevich Sedov. Según esta visión, el área de la villa de Bijelo Brdo está excluida de ese territorio

## Los húngaros de la preconquista

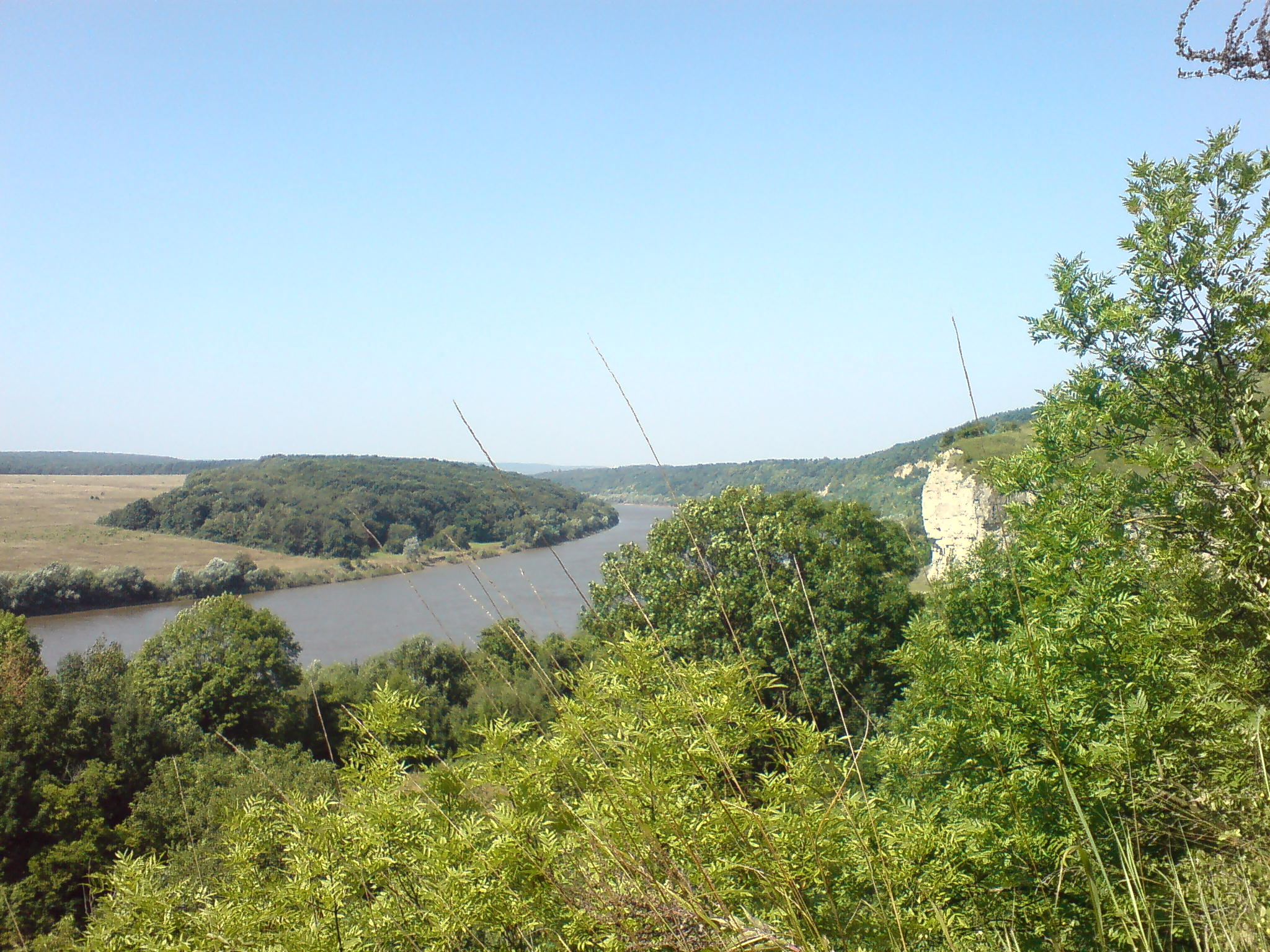
Río Dniéster en Dzvenyhorod (Borshchiv Raion, Ucrania)

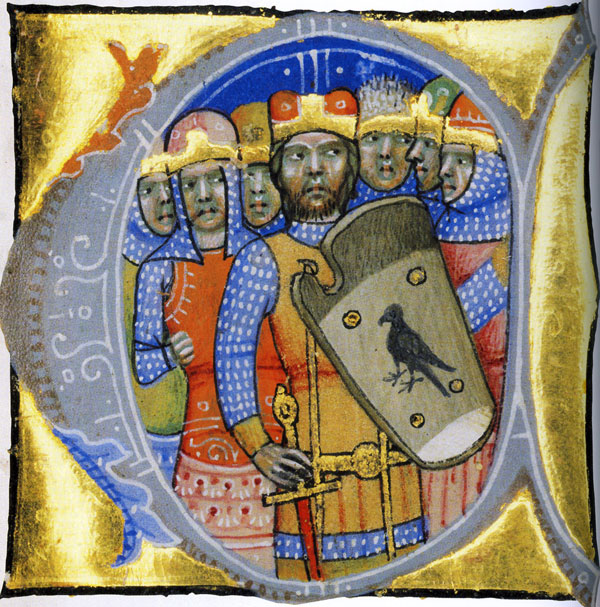
Jefes de las siete tribus húngaras, representados en la Crónica iluminada

### Tierras fronterizas de los imperios

Europa central y sudoriental alrededor de 850

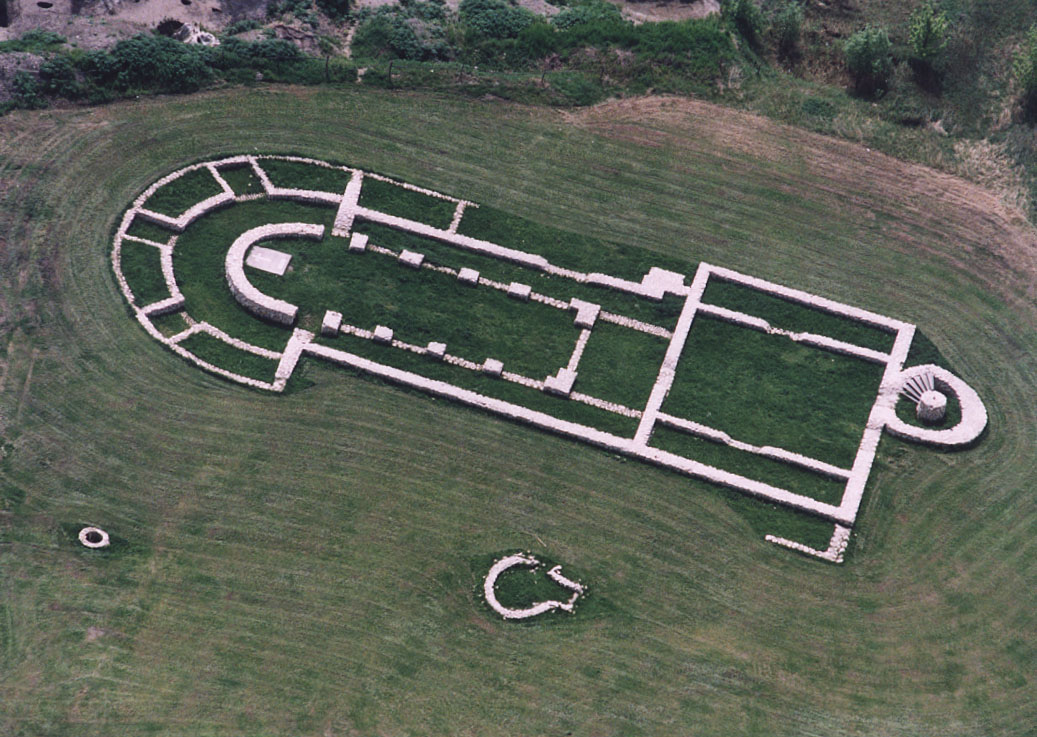
Ruinas de la iglesia del en Zalavár

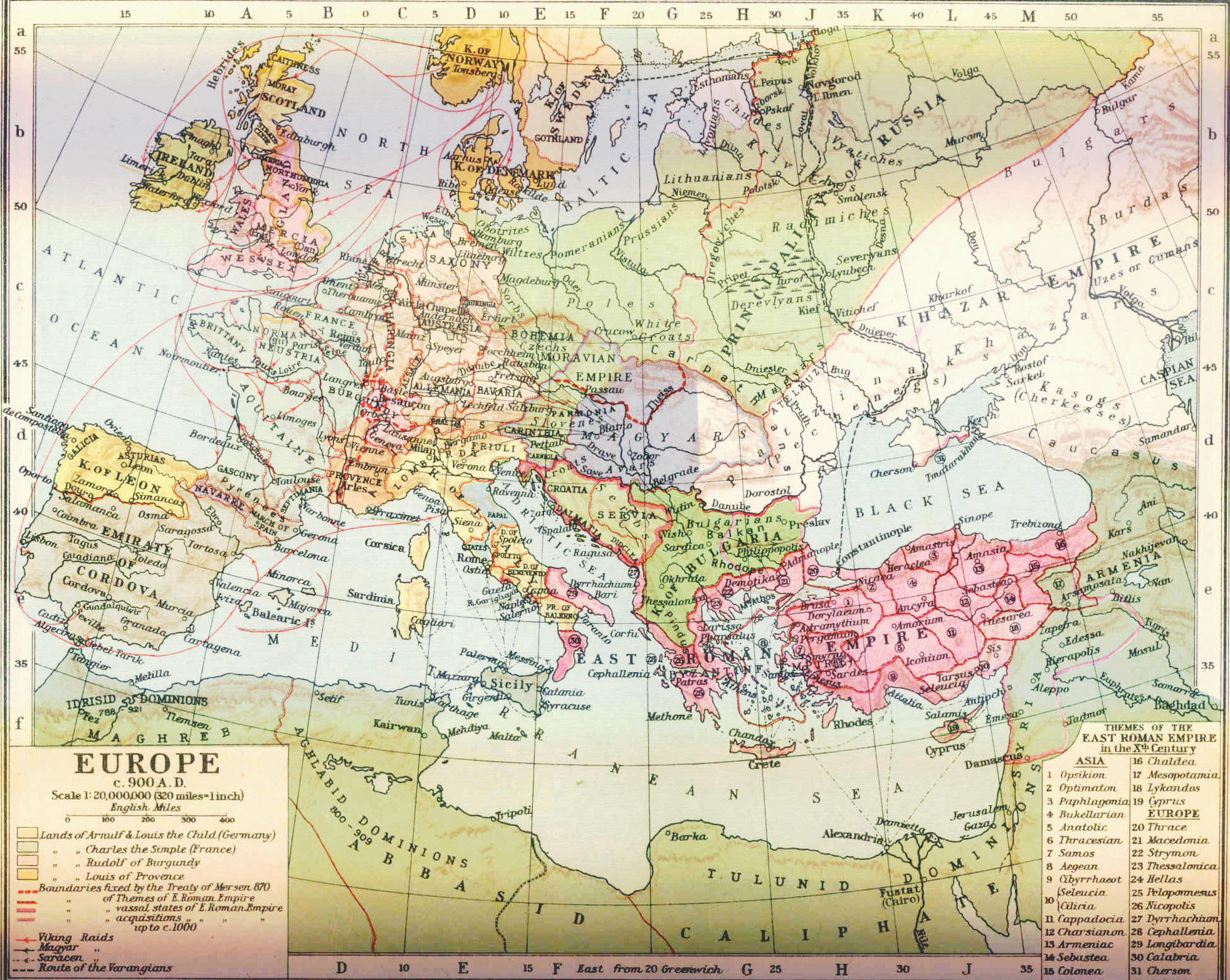
Europa alrededor de 900

### Preludio (892 - ca. 895)

La toma de tierra húngara